# الزلزال (كتاب)
الزلزال هي مسرحية كتبها مصطفى محمود في ظروف استثنائية، عندما صدر قرار من عبد الناصر بإيقاف مصطفى محمود عن الكتابة في الصحافة. كتبت هذه المسرحية بشكل أساسي كنوع من استشراف مستقبل المجتمع القائم ساعتها. واختار مصطفى محمود العديد من الشخصيات التي تعج بالصفات المتناقضة. فهناك شخصية الطماع و شخصية المتعلم المتفتح وأولئك الذين يحبون الحياة لدرجة العشق وأولئك الذين يهيمون بالموت. تم تقديم المسرحية في عمل مسرحي باسم الزلزال في عام 1990 من بطولة الفنان صلاح ذو الفقار وإخراج الفنان عادل هاشم.

## مقتطفات من الكتاب
- “تعرف إنجلترا منحت نيشان الشجاعة في الحرب لمين ..لا أبدا.. مش للمرشال مونتجومرى.. منحته للكباريه الوحيد اللى استمر فاتح يقول نكت ومونولوجات طول شهور ضرب لندن بالقنابل”
- “السبكي: أنا عاوز أفهم أنت بتضحك على إيه دلوقت .. أحمد : بضحك على نفسي.. لأني عشت طول عمري أفرح و أزعل و أغضب و أثور و أتجنن و الآخر بموت و أنا مش فاهم حاجة .. مش فاهم ليه كنت باتشنج كدة و على إيه .. كله حايبقى بسوا الأرض كمان يوم و لا اتنين .. كان إيه لازمه الزعل دة كله .. أما كنت مغفل..”
- “أحمد : مفيش حد عارف الحقيقة .. يبقى أعيش في الوهم أحسن .. حتى الوهم مش لاقيه .. مفيش حد بيهنينى عليه .. كل ما أخلق لنفسي وهم ألاقي اللي يصحيني منه و يقول لى اصحى .. اصحى .. أنت موهوم .. و أنت مالك يا أخي .. ما تسيبني في حالي .. لا ازاي .. إصحي .. إصحي .. أنت موهوم .. طيب فين الحقيقة .. مفيش حقيقة .. أنا تعبت .. عاوز أنام .. عاوز أحلم .. أحلم .. حلم طويل ما أصحاش منه”
- “احمد - يعني الحل الوحيد اللي فاضل لنا إن إحنا نقعد نقول نكت في الساعات اللي باقية على نهاية العالم .. ده الشرف الوحيد اللي فاضل لنا .. إن إحنا نضحك بالرغم من كل شيء ..”
- “نفسي أشوف حياة .. نفسي أشوف حشرة لو حشرة سامة  .. ولو حيوان مفترس .. نفسي واحد عسكري يقبض عليه  نفسي في حرامي يسرقني .. نفسي في قاطع طريق يقطع سكتي .. موت .. موت .. موت”

## وصلات خارجية
- فيديو حلقات الدكتور مصطفى محمود.
- مدونة الدكتور مصطفى محمود.
- "كان نائماً في سكينة تامة لم يستيقظ منها": ابنة مصطفى محمود لـ"العربية.نت": العالم الكبير رحل في هدوء،  العربية نت،  31 أكتوبر 2009.
- صفحة مصطفى محمود على موقع أبجد
- صفحة اقتباسات مصطفى محمود على موقع أبجد
- صفحة باسم الدكتور رائعة على الفيس بوك
- الفيلم الوثائقي العالم والايمان على اليوتيوب
- محمود تحميل كتب الدكتور مصطفى محمود كاملة pdf